# 威爾遜鎮區 (堪薩斯州埃爾斯沃思縣)
威爾遜鎮區（英語：Wilson Township）為美國堪薩斯州埃爾斯沃思縣轄下的鎮區。2010年美国人口普查中此鎮區人口有876人。

## 地理
威爾遜鎮區涵蓋總面積為92.9平方（35.86平方英里），其中陸地面積為92.8平方（35.84平方英里），水域面積為0.052平方（0.02平方英里）或0.06%。海拔高度524（1,719英尺）。

## 人口統計
根據2010年美國人口普查，威爾遜鎮區人口有876人，其中男性有423人，女性有453人，人口密度為每平方公里9.44人，住房計453戶。鎮區內的白人有829人，非裔美國人有3人，美洲原住民有1人，亞裔美國人有6人，太平洋島裔美國人有0人，其他種族有3人，混血種族則有34人。此外鎮區內有27人為西班牙裔或拉丁裔美國人。此鎮區之年齡中位數為49.1歲，而男性年齡中位數為47.1歲，女性年齡中位數為50.6歲。

## 交通

### 主要公路
- 70號州際公路
- 40號美國國道
- 232號堪薩斯州州道